# Aidá Uedó
Aidá Uedó (em iorubá: Ayida-Weddo), no vodum e no vodu, especialmente no Benim e Haiti é um loá da fertilidade, arco-íris e cobras, e uma companheira ou esposa de Dambalá. Aidá Uedó é conhecida como a Serpente arco-íris.Equivale ao orixá Ieuá e Dã do vodum